# عقد 1270 هـ
عقد 1270 هـ هو الفترة بين عام 1270 إلى 1279 في التقويم الهجري، أي العشر سنوات الثامنة من القرن الثالث عشر الهجري.